# Albert Emil Rüthy
Albert Emil Rüthy (* 6. Juli 1901 in Pruntrut; † 19. Oktober 1980 in Bern) war ein Schweizer christkatholischer Geistlicher und Professor an der christkatholisch-theologischen Fakultät der Universität Bern.

## Leben
Geboren als Sohn des eidgenössischen Zollbeamten Albert Rütti und dessen Ehefrau Frieda Louise geb. Merz, begann er nach dem Besuch des Gymnasiums in Luzern ein Theologiestudium an der katholisch-theologischen Fakultät der Universität Bern. Ein Studienaufenthalt in Leipzig bei Rudolf Kittel folgte 1922 bis 1923. Rüthy legte 1924 das bernische Staatsexamen ab und empfing in Bern die Priesterweihe. Danach wirkte er als Vikar in Biel, 1926 als Pfarrer in Kaiseraugst und Olsberg und 1938 bis 1941 in Saint-Imier, 1941 bis 1952 als Seelsorger in Bern. Er wurde 1940 an der Universität Basel zum Dr. phil. promoviert. Im selben Jahr wurde er zum ausserordentlichen Professor für alttestamentliche Wissenschaften an der Universität Bern berufen, wo er ab 1942 auch Liturgik lehrte. Von 1951 bis 1971 war er dort Ordinarius für Altes Testament und Liturgik, von 1958 bis 1959 zudem Rektor der Universität Bern.
Er war ferner Präsident der Schweizer Nationalsynode und als erster Präsident der liturgischen Revisions-Kommission massgeblich an der Erneuerung der christkatholischen Liturgie beteiligt.
Albert Emil Rüthy war verheiratet mit Edith Rosa geb. Vogt.

## Veröffentlichungen (Auswahl)
- Die Pflanze und ihre Teile im biblisch-hebräischen Sprachgebrauch. Francke, Bern 1942.
- Probleme der Bibelübersetzung. Haupt, Bern 1959.